# Janna van Kooten
Janna van Kooten (Niekerk, 14 agosto 2004) è una nuotatrice olandese.

## Carriera
Nel 2022, assieme alle compagne di nazionale Imani de Jong, Silke Holkenborg e Marrit Steenbergen, ha vinto la medaglia d'oro nella 4x200m stile libero agli Europei di Roma. Nel 2024 invece si aggiudica la medaglia d'oro nella staffetta 4x100m stile libero ai mondiali di Doha.

## Palmarès
- Mondiali

Doha 2024: oro nella 4x100m sl.
- Europei

Roma 2022: oro nella 4x200m sl.